# 鯿魚

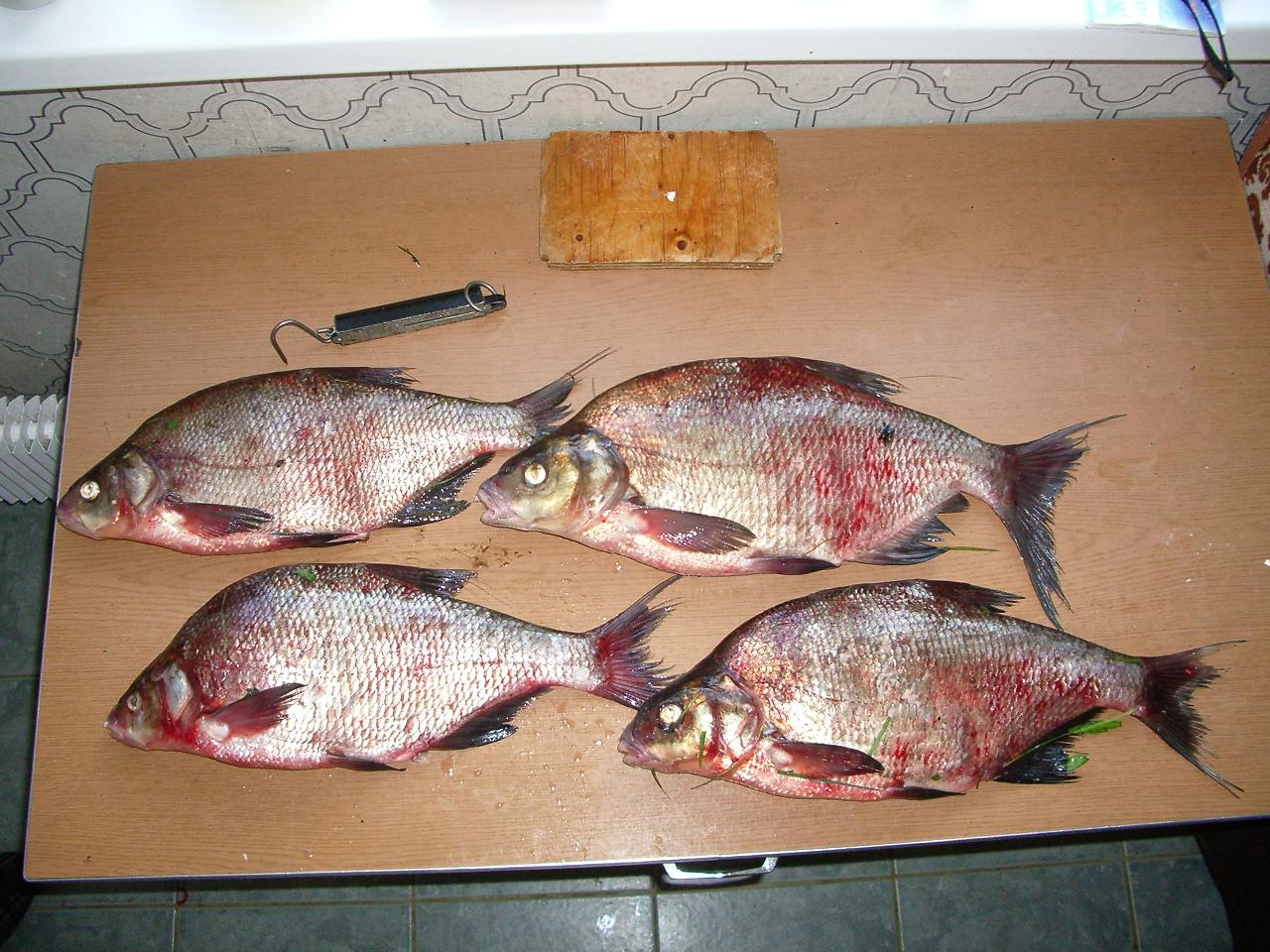
在俄罗斯卡申 (特維爾州)附近的窩瓦河捕获的鯿鱼

鯿鱼（Bream）是包括多个属的淡水鱼種，包括歐鯿鱼属  （例如，阿布拉米斯鱼、欧鳊）
鯿魚的原意偏指向頭窄且肚肥的鱼类，雖然很多魚種都被稱為鯿魚，但事實上這些物種不一定具有高度的關聯性，只是此種體型魚類的總稱，並不單指某種魚類。